# Neem Karoli Baba
Neem Karoli Baba (em hindi:  नीम करौली बाबा) ou Neeb Karori Baba (em hindi:  नीब करौरी बाबा) (c. 1900 – 11 de setembro de 1973), conhecido por seus seguidores como Maharaj-ji, foi um guru do hinduísmo e devoto da divindidade hindu Hanuman. Ele é conhecido fora da Índia por ser o mestre espiritual de vários americanos que viajaram para a Índia nas décadas de 1960 e 1970, sendo os mais conhecidos os professores Ram Dass e Bhagavan Das e os músicos Krishna Das e Jai Uttal. Seus ashrams estão em Kainchi, Vrindavan, Rishikesh, Shimla, Farrukhabad, Bhumiadhar, Hanumangarhi e Deli, na Índia, e em Taos, nos Estados Unidos.